# El Purche
El Purche es un puerto de montaña y una pequeña pedanía  situado en Sierra Nevada, dentro del término municipal de Monachil, en la provincia de Granada, España.
Se sitúa, unos 12 km más arriba de Monachil, en la carretera de Sierra Nevada desde Monachil, aunque también desde Huétor Vega, se puede subir a la cima pasando por el Camino de Los Neveros.

## Etimología
El origen del nombre El Purche está en la palabra árabe "Al Burj" que significa la torre, probablemente debido a las formaciones rocosas con esta forma que se encuentran en las inmediaciones en el monte llamado El Cerrajón. 

## Geografía
Está situado a 1495 m de altitud, en las faldas de Sierra Nevada, desde el que se puede ver toda la Vega de Granada. Un poco más arriba, en la cima del llamado Cerro del Sanatorio, se encuentra el antiguo Sanatorio del Purche, construido en 1930 por D. Fermín Garrido, catedrático de la Facultad de Medicina y exrector de la Universidad, para tratar la tuberculosis. Cerca de sus inmediaciones se encuentra el Paraje Natural de los Cahorros. Cuenta con un camping, y varios restaurantes.

## Vuelta a España
El Purche es un puerto varias veces utilizado en la Vuelta a España aunque en ella se le nombra como Monachil, situado justo antes de empezar la subida a Sierra Nevada. La última vez que la Vuelta pasó por el Purche fue en 2013, bajando después por la carretera de Sierra Nevada hacia Pinos Genil y Güéjar Sierra y terminando con la victoria del corredor norteamericano Chris Horner en el Alto de Hazallanas.
Su dureza y características le hacen ser uno de los puertos que sin ser final en alto suelen deparar más diferencias entre los favoritos, siendo muchas veces decisivo en la carrera.